# Imprimerie nationale
Ne doit pas être confondu avec Imprimerie nationale (bâtiment).
L’Imprimerie nationale est une institution de l'État en France chargée de la confection des documents officiels. Hérité d'une imprimerie créée en 1538 avec un privilège royal, son statut a évolué au gré des changements politiques et technologiques pour devenir, en 1993, une société anonyme à capitaux d'État. Connue sous la marque IN Groupe afin « d’être plus [visible] sur le marché international et plus [attractive] pour les nouveaux talents », elle est une entreprise de premier plan dans le domaine de la fabrication de documents sécurisés, tels que cartes d'identité et passeports, mais aussi un fournisseur d'applications d'identification d'utilité publique.

## Historique

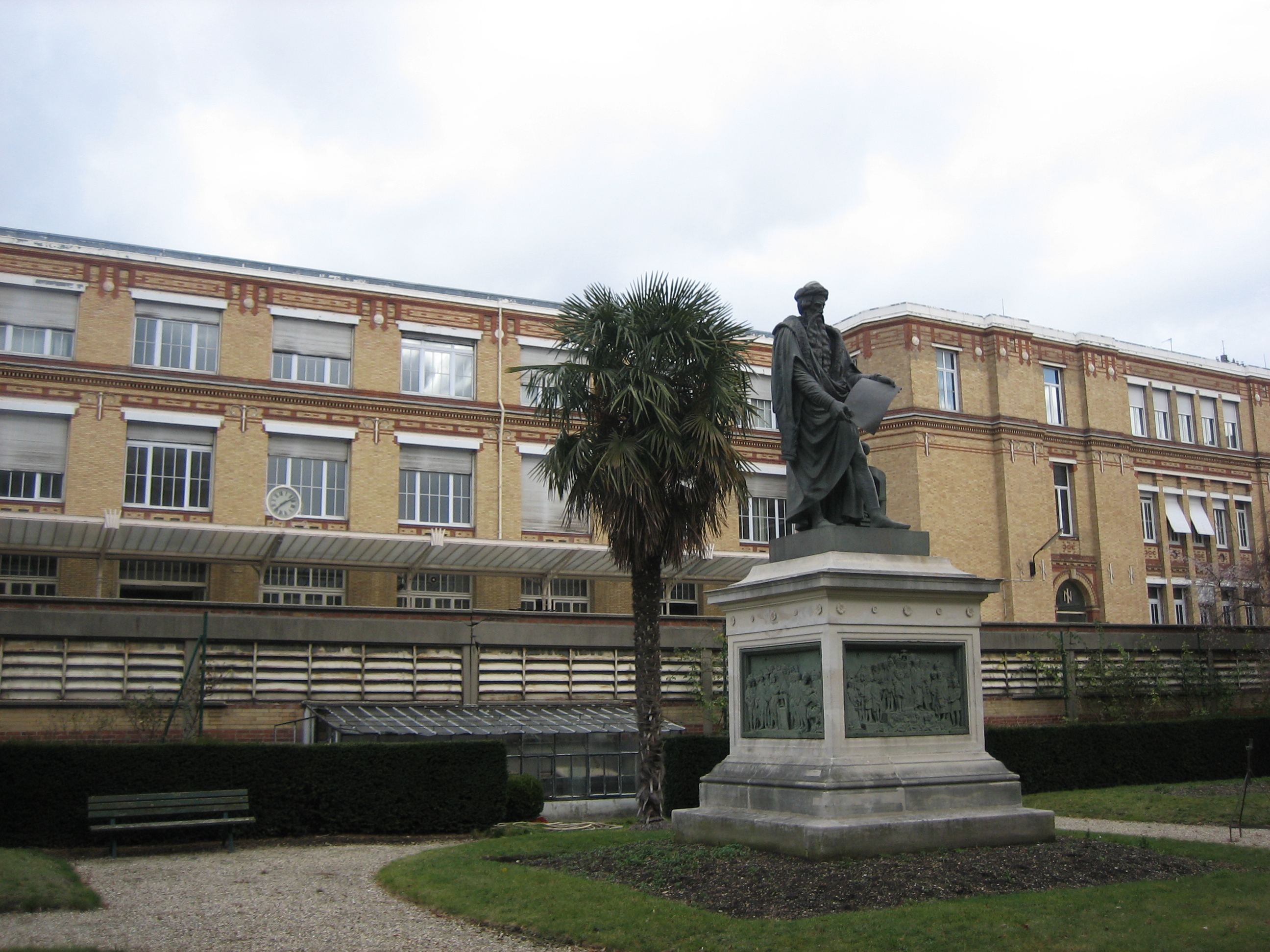
L'ancien site parisien de l'Imprimerie nationale (rue de la Convention, dans le), occupé aujourd'hui par le Ministère des affaires étrangères.

### L'État et son imprimerie
En 1538, François Ier accorde un privilège à un imprimeur qui devient « Imprimeur du Roi pour le grec ». En 1540, l'Imprimeur du Roi pour le grec devient « Imprimeur du Roi pour le grec, le latin et l'hébreu ».
En 1640, sous le règne de Louis XIII, le cardinal de Richelieu transforme l'institution en Manufacture royale de l'imprimerie, puis Imprimerie royale, et l'installe au Louvre. Huit directeurs se succèdent à sa tête : Sébastien Cramoisy (1640-1660) ; Sébastien Mâbre-Cramoisy, son petit-fils, (1669-1687) et sa veuve conserve le titre jusqu’en 1691 ; Jean Anisson (1691-1707) ; Claude Rigaud, son beau-frère (1707-1723) ; Louis-Laurent Anisson, son neveu (1723-1735) ; Jacques-Louis-Laurent Anisson dit « Duperon », son frère (1735-1760) ; Louis-Laurent Anisson dit « l’aîné », son fils (1760-1788) ; Étienne-Alexandre-Jacques Anisson-Dupéron, son fils (1788-1792) ; Jean-Joseph Marcel (1809-1814) ; Alexandre-Jacques-Laurent Anisson-Dupéron (1814-1823) ;  Louis-Gabriel Michaud (1824-1832). L'atelier est ensuite dirigé par Antoine-Isaac Silvestre de Sacy entre 1832 et 1838, puis par Eugène Burnouf jusqu’en 1852.
Le nom change ensuite au gré des régimes politiques en vigueur : Imprimerie de la République, Imprimerie impériale, puis à nouveau Imprimerie royale, et enfin depuis 1870 Imprimerie nationale.

En 1993, l'entreprise change de statut et devient une société anonyme,  avec l'État pour unique actionnaire par l'intermédiaire de l'Agence des participations de l'État (l’APE).  

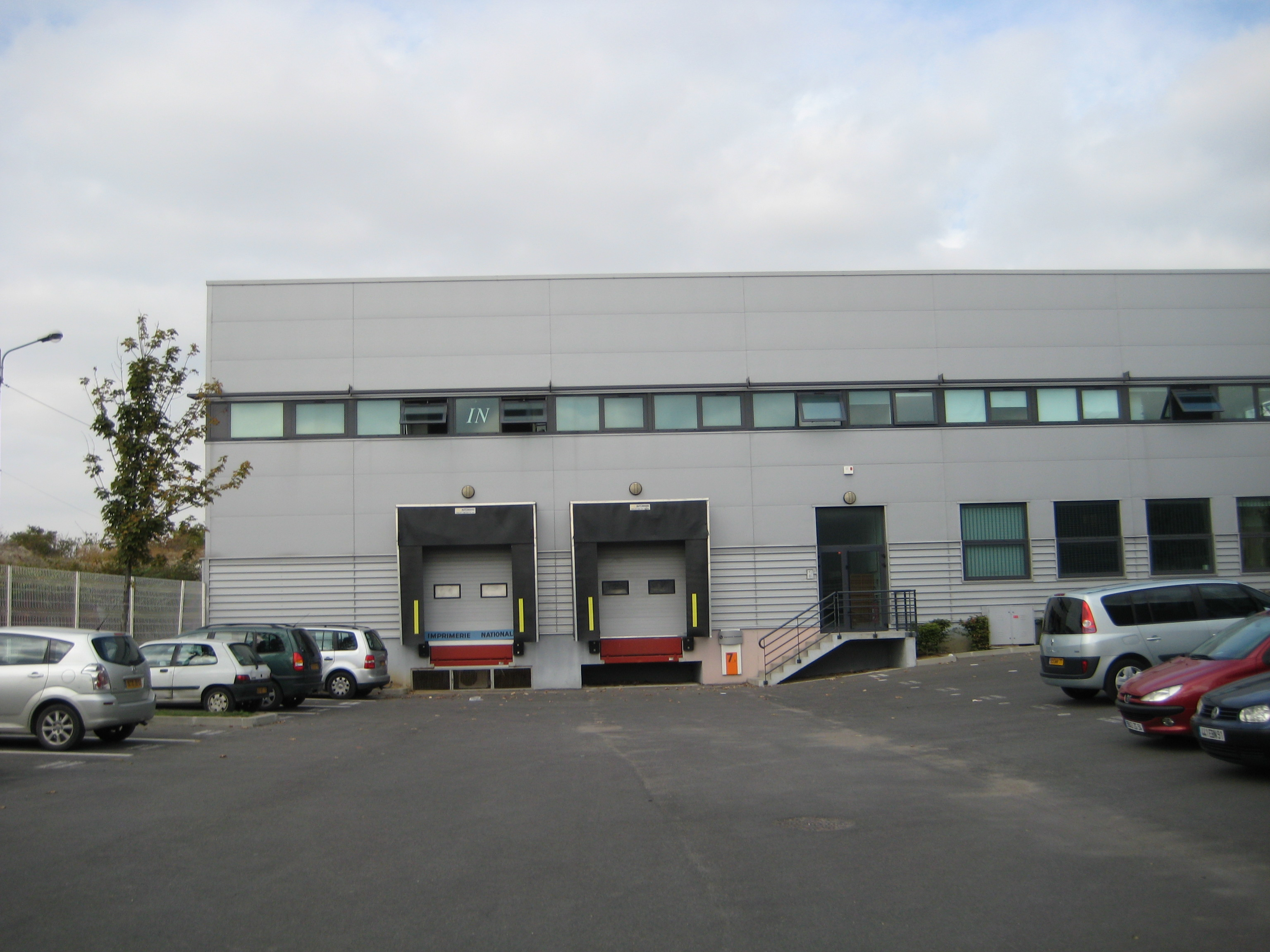
Le site de l’Imprimerie nationale à Ivry-sur-Seine.

En 1997, l'entreprise acquiert les sociétés Saqqarah International, Mizeret, ISTRA-IN, et IDC. La marque « groupe Imprimerie nationale » est lancée. Auparavant protégé par un monopole d'État, le groupe se soumet à la loi du marché.
De nouveaux procédés font leur apparition : production de cartes en plastique en 1997, une presse “dix groupes”, la « dix couleurs », sur le site de Paris en 1998, une rotative KBA, 64 pages A4 en quadrichromie sur le site de Bondoufle en 2001.
En 2000, l'ancienne filiale IDC, spécialisée dans l'impression numérique, devient INumeric. En 2001, la filiale Mizeret devient J. Print.

### Le tournant numérique
L'activité traditionnelle de l'impression est dominante jusque dans les années 2000. La fabrication du Bottin dure jusqu'en 2002 puis cesse. En 2009, l'IN imprime encore 64 millions de déclarations d'impôt, mais n'en imprime plus que 7 millions en 2019. Elle conserve l'impression de différents documents administratifs (Cerfa) et des cartes d'identité en papier. L'impression traditionnelle ne pèse que 5 % des revenus totaux du groupe.
À partir des années 2010, l'Imprimerie nationale se transforme pour être un des leaders mondiaux de la cryptographie et de la sécurité numérique et électronique. Pour l'État français ainsi que 130 pays dans le monde, elle fabrique aujourd'hui des passeports, des cartes nationales d'identité, des permis de conduire, des cartes de séjour, ainsi que des vignettes Crit'Air et différentes cartes professionnelles. Elle imprime également  des « fonds » sécurisés en papier ou en polycarbonate, en passant par le façonnage et jusqu'à la personnalisation des documents. En 2020 et 2021, l'IN est partenaire de l'action publique en fournissant le lecteur des données présentes dans l'application TousAntiCovid.
En 2014, l'Imprimerie nationale achète SPS (Smart Packaging Solutions), petite entreprise provençale et l'un des leaders mondiaux de fabrication de composants électroniques de sécurité (les fameuses puces). En 2017, l'IN achète les services Identité et Biométrie du groupe Thalès. 
En 2019, l'application e-CPS est disponible pour smartphone. La version 2.3.22 ayant recu le Certification ANSSI "sécurité de premier niveau"  pour 3 ans le 20 janvier 2023  par le cabinet d'audit oppida filiale du groupe Apave.
En 2019, l'IN acquiert Surys, une entreprise spécialisée dans la sécurité des paiements bancaires et fiduciaires.
En 2020, elle acquiert l'entreprise suédoise Nexus, leader européen de l'identification des personnes et des objets.
L'Imprimerie nationale se tient rapidement à la pointe de l'innovation : en 1995, elle presse ses premiers cédéroms ; en 2000, elle se lance dans la fabrication de cartes à puce ; en 2002, elle devient l'opérateur de confiance chargé de la gestion des cartes du chronotachygraphe ; en 2006, elle fabrique des passeports électroniques et en 2008 des passeports biométriques ; en 2009 , elle crée le certificat d'immatriculation de véhicules SIV ; en 2011, elle est responsable des titres de séjour européen ; en 2012, elle produit les permis de conduire européen à puce ; en 2017, elle produit les cartes d'identification professionnelle BTP ; en 2021, elle fabrique les cartes nationales d'identité électronique. 
En 2021, délaissant les supports physiques, elle développe l'application TousantiCovid Verif (TAC Verif).
En 2024, Idemia Smart Identity, entreprise détenue par le fonds Advent, spécialisée dans les paiements sécurisés et les technologies biométriques rejoint le groupe. 

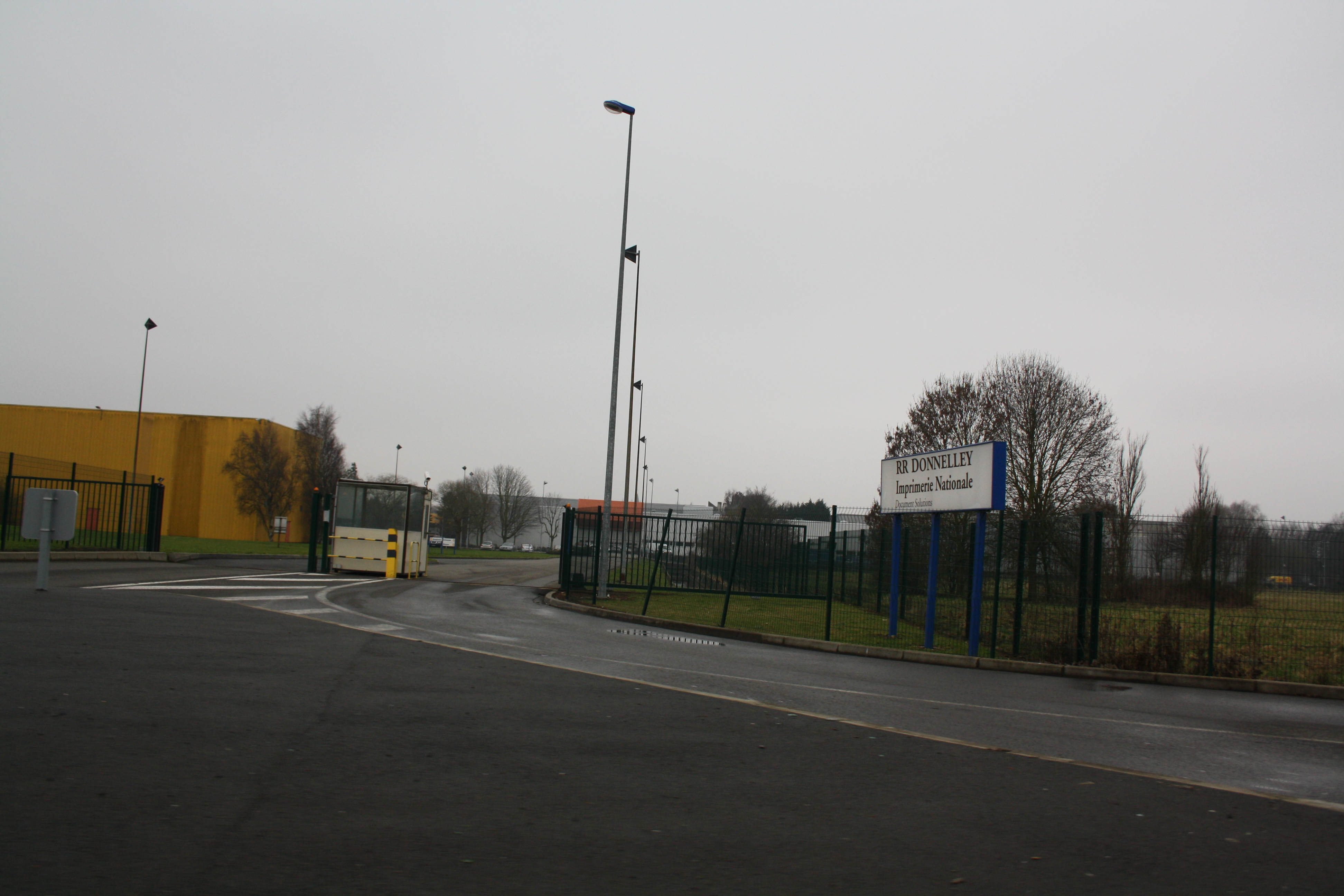
Site de l’Imprimerie nationale à Flers-en-Escrebieux

### Gouvernance
De 2009 à 2024, l'Imprimerie nationale est présidée par Didier Trutt,, diplômé de l'École nationale d'ingénieurs de Saint-Etienne et ancien de chez Thomson. En 2024, il laisse la place de directrice générale à Agnès Diallo qui travaillait dans la maison depuis 2019, après avoir collaboré trois ans le groupe Atos et avoir été associée du cabinet de conseil McKinsey pendant 10 ans. 
En 2020, l'entreprise comprend 1 700 salariés (contre 2 000 en 2002 et 500 en 2009 après le recentrement sur la sécurité). Elle réalise un chiffre d'affaires de 427,4 millions d'euros (presque triplé depuis 2011). Soixante pour cent des résultats du groupe viennent désormais de l'étranger.
L'IN est certifiée ISO 9001, 14001, 27001, 37001 et 45001, et souscrit aux obligations écologiques des labels FSC, PEFC, Imprim’vert.

### La politique sociale
Fin 2005, les employés de l'Imprimerie nationale et quelques élus (maires, députés, conseillers généraux) bloquent le président-directeur général de l'entreprise dans la mairie de Flers-en-Escrebieux, dans le Nord. En effet, les employés viennent d'apprendre que les nouveaux passeports électroniques vont être fabriqués par la société Oberthur à la suite d’un appel d'offres en règle passé par le ministre de l'Intérieur de l'époque, Nicolas Sarkozy, et le PDG de l'Imprimerie, Loïc de la Cochetière. Après un recours devant le Conseil d'État, le monopole de l'Imprimerie nationale est conforté dans le prolongement de la loi du 31 décembre 1993 qui dispose que l’Imprimerie « est seule autorisée à réaliser les documents déclarés secrets où l’exécution doit s’accompagner de mesures particulières de sécurité, et notamment les titres d’identité, passeports et visas. » Cette loi de 1993 avait été signée par Nicolas Sarkozy lui-même,. En 2018, l'Imprimerie nationale récupère le marché des passeports biométriques lié aux nouvelles lois des États-Unis, mais des retards de fabrication causent aux voyagistes des pertes importantes.
Le 21 janvier 2008, une grève visant l'amélioration de l'accompagnement social des futurs licenciés éclate et l'usine de Choisy-le-Roi est occupée par les salariés. La grève dure jusqu'au 22 février, soit cinq semaines. Au terme de ce conflit, le plan social 2005 initialement dénoncé est reconduit à l'exception de la durée des congés de reclassement qui sont limités à soixante mois. En contrepartie, les primes de départ volontaire sont revues à la hausse. Début septembre 2008, la division « Feuilles » et le bâtiment de Choisy-le-Roi sont cédés au groupe La Galiote-Prenant. Seulement environ quinze salariés sont repris dans la nouvelle entreprise dont l'appellation reste inchangée (IN-Choisy)[réf. nécessaire].

### Dates marquantes de 1538 à nos jours
- 1538 : François Ier accorde un privilège à un imprimeur qui devint « Imprimeur du Roi pour le grec ».
- 1540 : l'Imprimeur du Roi pour le grec devient « Imprimeur du Roi pour le grec, le latin et l'hébreu ».
- 1640 : Louis XIII, à l'instigation de Richelieu, transforme cette imprimerie en Manufacture royale de l'imprimerie qui devient ensuite l'« Imprimerie royale ». Elle s'installe alors au Louvre.
- 1670 : Colbert lance l'impression des estampes du Cabinet du roi.
- 1729 et 1742 : Impression des deux volumes du Recueil Crozat.
- 1749 : les premiers volumes de l’Histoire naturelle de Buffon sortent des presses.
- 1790 : l’« Imprimerie royale » (du Louvre) devint l’« Imprimerie du Louvre ».
- 1792 : l’Imprimerie nationale exécutive quitte le Louvre, lieu qu'elle occupait depuis 1640.
- 1795 : l'hôtel de Penthièvre abrite les deux imprimeries officielles sous le nom d’« Imprimerie de la République ».

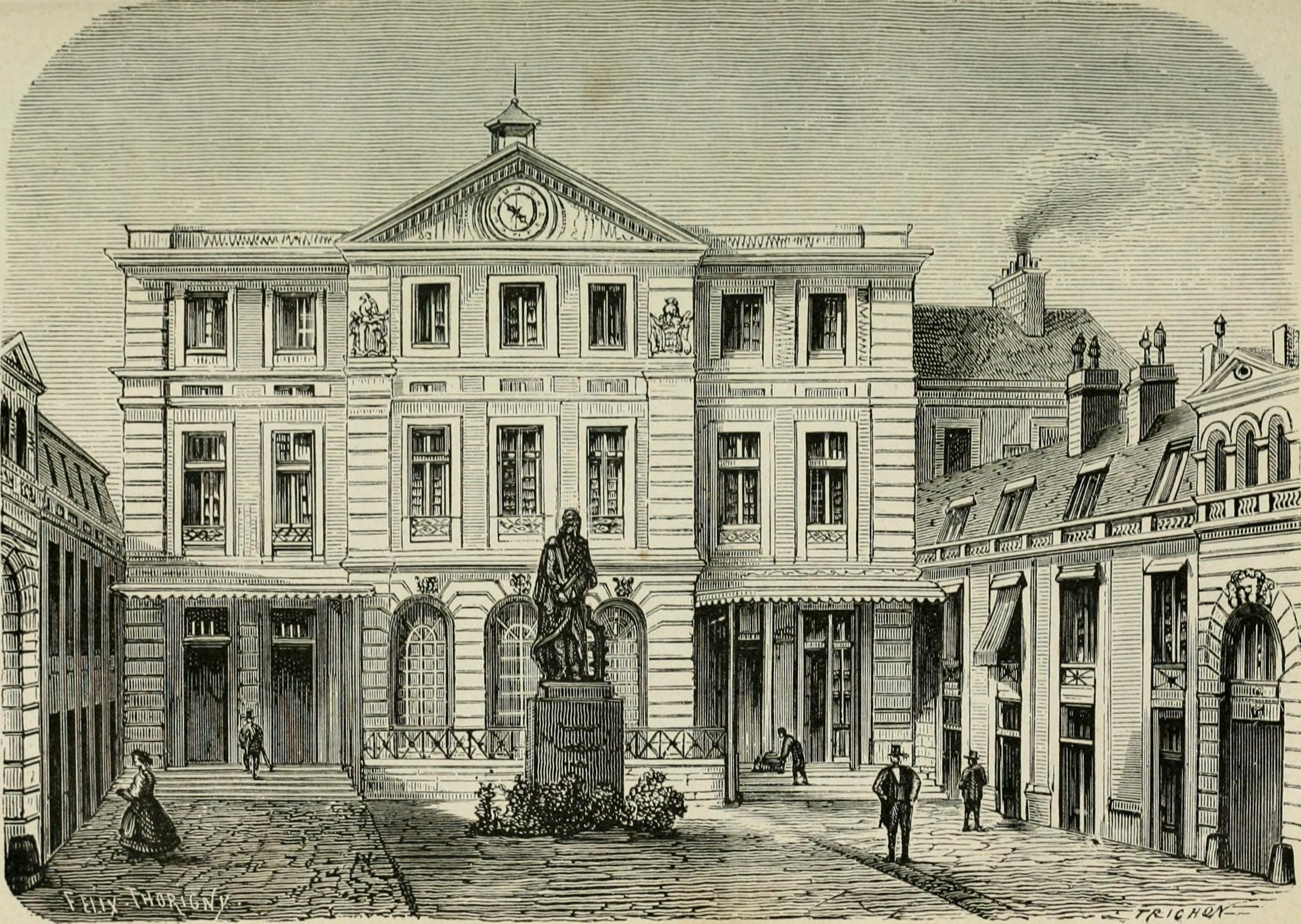
Cour d'entrée de l’Imprimerie impériale alors installée à l'hôtel de Rohan (1867).

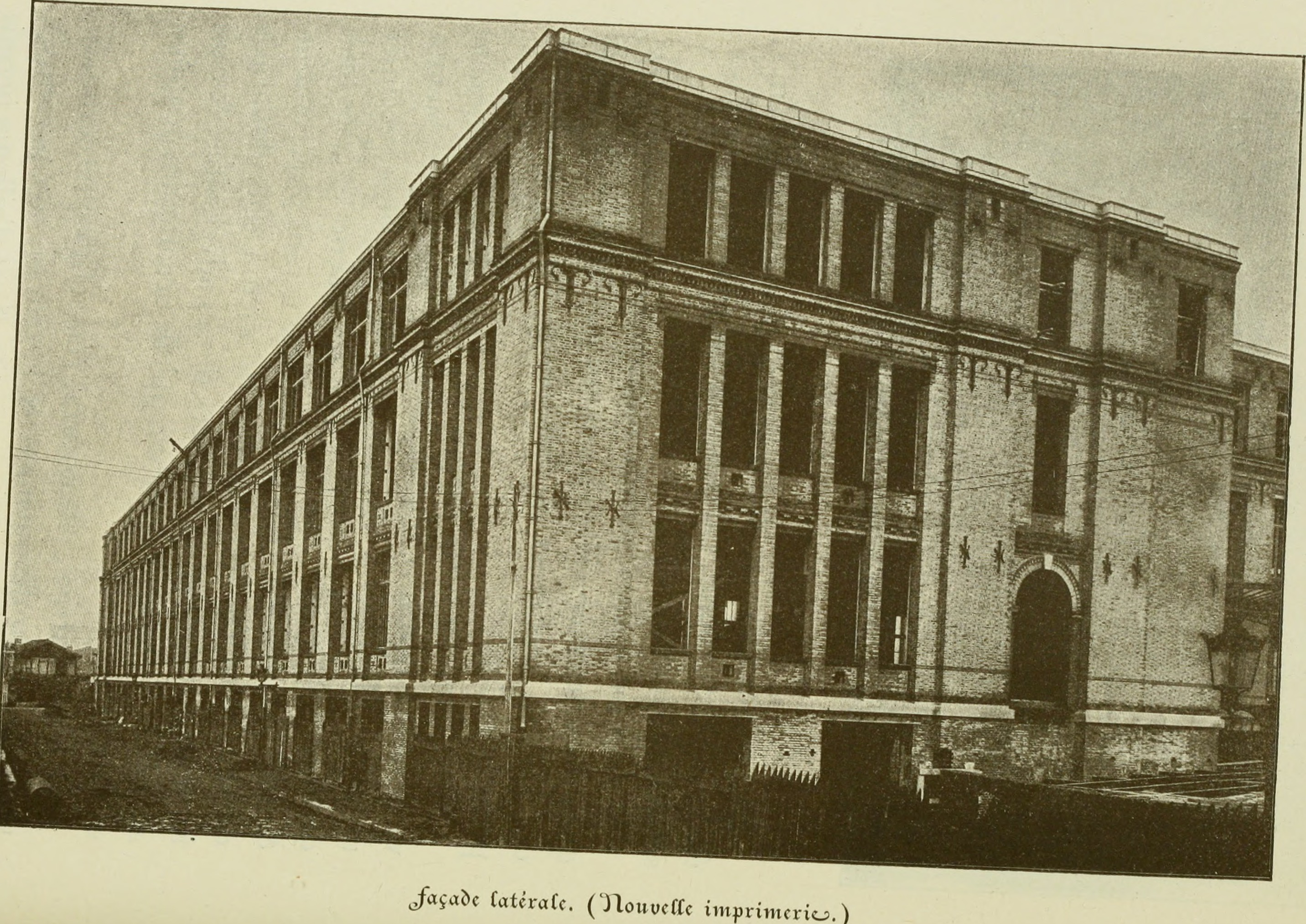
Bâtiment de l'Imprimerie nationale en cours de construction rue de la Convention (1905).

- 1809 : l'Imprimerie impériale s'installe à l'hôtel de Rohan. Y sont imprimés les vingt-trois premiers volumes de la Description de l’Égypte.
- 1813 : publication du décret en vue de la formation de compositeurs orientalistes.
- 1814 : l'Imprimerie impériale redevient l’Imprimerie royale.
- 1848 : l’Imprimerie royale redevient l’Imprimerie nationale.
- 1852 : l’Imprimerie nationale redevient l’Imprimerie impériale.
- 1870 : l'Imprimerie impériale redevient l'Imprimerie nationale, nom qu'elle conserve depuis.
- 1871 : durant la Commune de Paris, l'Imprimerie nationale est présidée par Édouard Moreau de Beauvière et dirigée par l'ouvrier typographe communard Louis-Guillaume Debock, qui la gère scrupuleusement. Il sauve de l'incendie volontaire et de l'anéantissement les Archives nationales voisines.
- 1900 : sous l'impulsion d'Ambroise Vollard, le premier livre de peintre est réalisé à l'Imprimerie nationale. Les presses livrent également un Paul Verlaine illustré par Pierre Bonnard.
- 1903 : la première pierre de la nouvelle usine dans la plaine de Javel (au 27, rue de la Convention) est scellée.
- 1910 : l'Imprimerie nationale est placée sous la tutelle du ministère des Finances.
- 1921 : l'Imprimerie nationale investit la rue de la Convention.
- 1961 : publication du décret du 4 décembre sur l'organisation de l'Imprimerie nationale[20]
- 1974 : l'Imprimerie nationale ouvre son site de Douai sur la commune de Flers-en-Escrebieux.
- 1992 : inauguration de l'usine de Bondoufle par le ministre délégué au Budget

### Identité visuelle (logotype)
L'identité visuelle de l'Imprimerie nationale utilise la salamandre, propre au règne de François Ier.

Logotypes de l'Imprimerie nationale
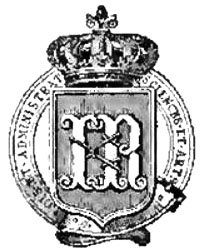
1840
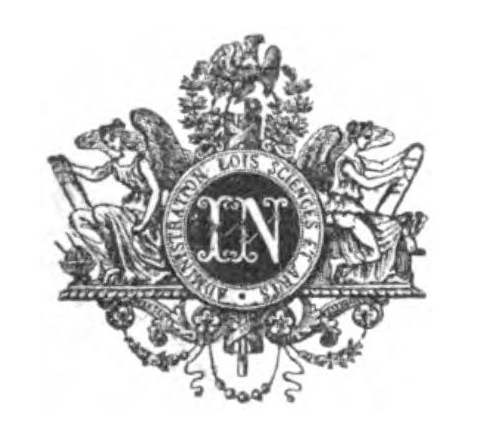
1849
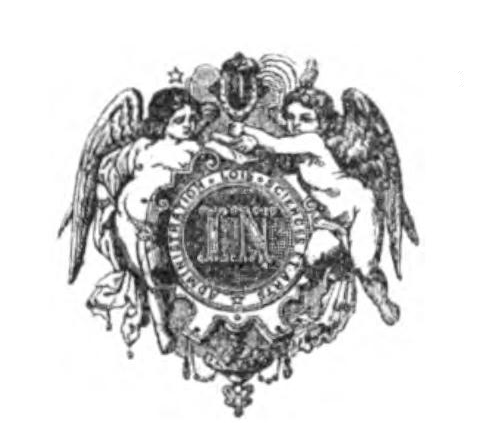
1851
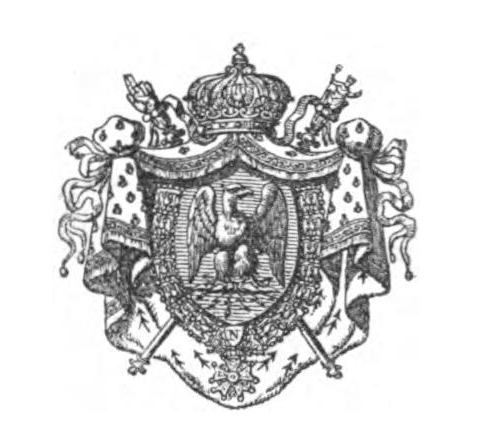
1852
Jusqu'en 2013
À partir de novembre 2013[5]
À partir de 2018[21]

## Patrimoine

### Bâtis
À partir de 1640, l'Imprimerie royale occupe des bâtiments au Louvre, et ne les quitte qu'en 1792. En 1795, elle est logée dans l'hôtel de Penthièvre, puis en 1809 à l'hôtel de Rohan rue Vieille-du-Temple. En 1904, une nouvelle imprimerie est construite rue de la Convention. En 1974, elle ouvre un site près de Douai sur la commune de Flers-en-Escrebieux. En 1992, une usine à Bondoufle est construite.
En 2003, le bâtiment de la rue de la Convention est vendu au groupe Carlyle pour 85 millions d'euros. L'Imprimerie nationale quitte le site en 2005. Dans le but d'y regrouper les services éparpillés du ministère des Affaires étrangères, l'État rachète ces mêmes locaux après travaux en 2007 pour 376,5 millions d'euros. Compte tenu du cout des travaux, environ 120 millions d'euros, le prix est 4,5 fois plus élevé que celui auquel l’État avait vendu le bâtiment. Pendant ce temps, les actifs de l'entreprise sont vendus à l'éditeur Actes Sud,. La société Carlyle n'aurait pas été taxée sur les plus-values dans cette affaire.
En 2005, les imprimeries déficitaires sont vendues, ISTRA (Schiltigheim) au groupe Opale Partenaires, et Évry Rotatives (Bondoufle) au groupe d'investisseurs allemand Arques. En 2007, le site de Bondoufle est mis en liquidation. L'Imprimerie nationale ne conserve que les sites de Douai et de Choisy-le-Roi (impression par feuilles). Ce dernier est mis en location-gérance en 2006 sous la raison sociale « IN Choisy » en prévision de sa cession, et un plan social réduit les effectifs de 123 à 40 salariés. Le site de Paris rue de la Convention est fermé, et un site ouvert boulevard Gouvion-Saint-Cyr dans le XVIIe arrondissement de Paris.

### Caractères typographiques

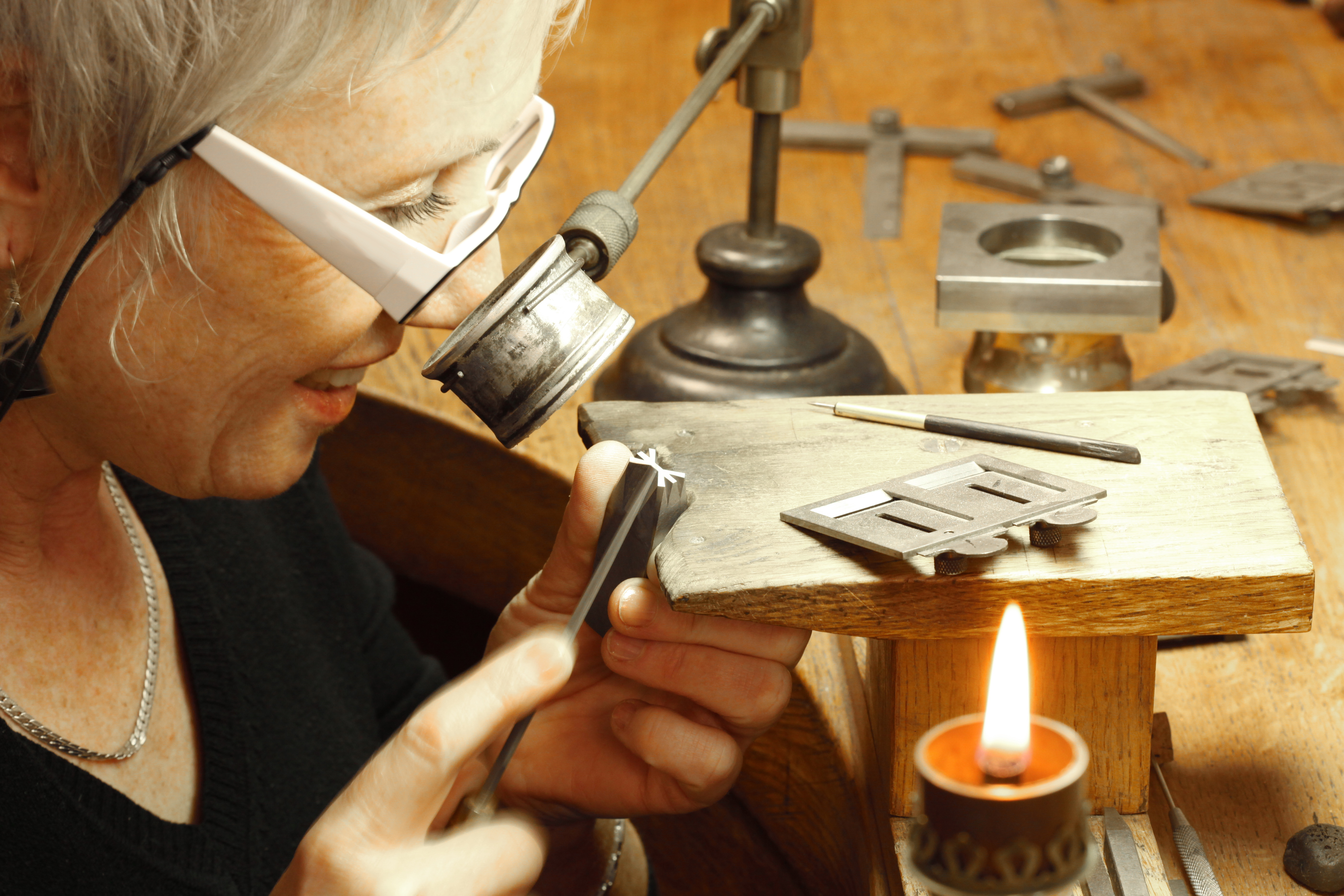
À l'Atelier du livre d’art et de l’estampe, la graveuse Nelly Gable au travail sur un poinçon (Douai, 2010)

L'Imprimerie nationale détient un important patrimoine historique, tel que le « cabinet des poinçons », un atelier vivant du livre, et une bibliothèque historique. Elle possède de nombreuses fontes fondamentales pour l'histoire de l'imprimerie occidentale, telles que les originaux des Didot.
Créé en 1640, l’atelier du Livre d’art et de l’Estampe possède une collection de sept cent mille pièces typographiques gravées, dont cinq cent mille poinçons latins et orientaux classés au titre des Monuments historiques, ainsi qu'une bibliothèque spécialisée de trente-cinq mille volumes du XVIe siècle à nos jours. Il est considéré comme le plus ancien atelier d’imprimerie au monde encore en activité.

#### Polices exclusives

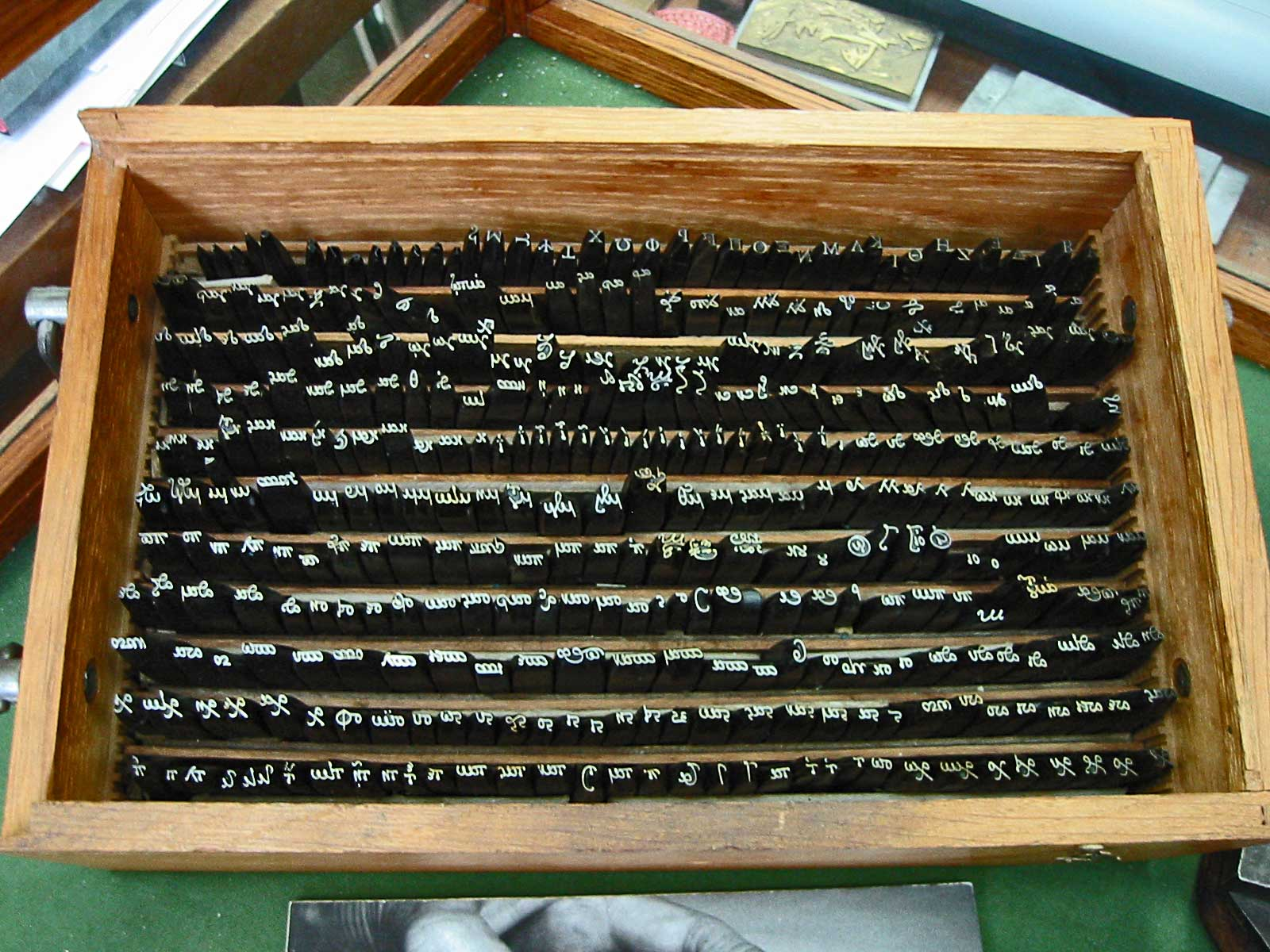
Poinçons des « Grecs du roi » de Claude Garamont d'après les manuscrits d'Ange Vergèce.

L’Imprimerie nationale possède une collection de polices de caractères qui lui est exclusive. Pour l’écriture latine, celles-ci sont : le Garamond de Claude Garamont (adaptation) ; le Romain du roi, aussi appelé Grandjean ou Jaugeon, de Philippe Grandjean ; le Luce ; le Didot de Firmin Didot (variante conçue pour l’Imprimerie nationale) ; le Jacquemin ; le Legrand, de Marcellin Legrand ; le Gauthier, de Louis Gauthier ; le Mandel, de Ladislas Mandel.

#### L’unité exclusive de point typographique IN
Une des principales particularité de l'Imprimerie nationale réside dans le système de dimensionnement typographique, en point typographique.

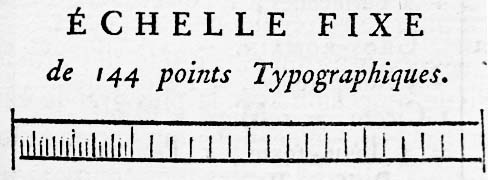
Échelle typographique de Fournier, en points

Au moment (XVIIIe siècle) où l’Europe parvient à presque uniformiser l’unité du métier par le point typographique Didot (0,376 065 mm soit 1/72 de pouce français), le système métrique actuel prend son essor sous l’impulsion de la Révolution française. Napoléon Bonaparte trouve visionnaire, logique et judicieux de créer un système typographique dépendant de la nouvelle unité de mesure : le millimètre. Conçu ainsi exactement à 0,4 mm, le nouveau point typographique ne s’éloignerait pas drastiquement des valeurs courantes. Victime des imperfections des instruments de mesure existant alors, il ne fera en réalité « que » 0,3987 mm, valeur conservée à ce jour[Quand ?]. Arrivé tard sur le marché, ce standard présenté à plusieurs reprises ne s'est jamais imposé face au point Didot qui lui est antérieur ni au point pica des États-Unis d’Amérique qui lui est postérieur, et demeure résolument réservé à l'Imprimerie nationale française.